# Штефан Реттенеггер
Штефан Реттенеггер (нім. Stefan Rettenegger) — австрійський  лижний двоборець, призер чемпіонату світу, дворазовий чемпіон Юнацької олімпіади. 
Дві бронзові медалі світової першості Реттенегер виборов на  чемпіонаті світу 2023 року, що проходив у словенській Планиці, в  командних змаганнях чоловіків та змаганні змішаних команд на нормальному трампліні.